# 仙游城墙
仙游城墙，位于福建省仙游县境内。仙游城墙始建于南宋，1930年代拆毁。

## 首建
仙游县原无城墙。南宋紹興十五年（1145年），始筑城墙。乾道年间，设四个城门，东为九仙门，西为甘泽门，南为流庆门，北为横翔门。元至正十二年（1352年），城墙毁于战火。

## 重建
明正德元年（1506年），重建城墙。1529年，续修，并更改四门名，东为宾曦门，西为爱晓门，南为迎薰门，北为拱极门。

## 拆毁
民国十三年（1924年），因公路修建，开始拆除城墙。1939年，城墙拆除，仅余城基。1950年代，城基尚存残余。目前，城基湮没。